# Chesaconcavus chesapeakensis
Chesaconcavus chesapeakensis is een zeepokkensoort uit de familie van de Balanidae. De wetenschappelijke naam van de soort is voor het eerst geldig gepubliceerd in 1916 door Pilsbry.